# Jules Lammens
Jules Clément Lammens (Gent, 20 maart 1822 - aldaar, 4 februari 1908) was een Belgisch advocaat, notaris en senator voor de Katholieke Partij.

## Biografie
Jules Lammens was een zoon van notaris Louis Lammens en Hermine Mulder. Hij trouwde met Marie-Louise Minne. Gepromoveerd tot doctor in de rechten (1844) aan de Rijksuniversiteit Gent, was hij advocaat (1844-1850) en notaris (1850-1877) in Gent.
Hij was stichtend lid en redactielid van Le Bien Public (1853-1908), lid van het Genootschap voor Geschiedenis te Brugge, lid van de Onderzoekscommissie over de toestand van de industriële tewerkstelling en lid van de raad van bestuur van de Sint-Lucasschool in Gent. Hij was ook voorzitter van de kerkfabriek van de Sint-Michielskerk in Gent.
In 1880 werd hij katholiek senator voor het arrondissement Kortrijk, in opvolging van de overleden Louis Bruneel. Hij vervulde dit mandaat tot in 1900.
Hij was de schoonvader van Arthur Verhaegen, architect, gemeenteraadslid van Merelbeke, gedeputeerde van Oost-Vlaanderen en volksvertegenwoordiger, die in 1872 in Gent met zijn dochter Clara Lammens (1849-1921) trouwde.

## Publicaties (selectie)
- Les religieux belges et leurs défenseurs. Souvenirs parlementaires, Gent, Leliaert, 1884.
- L'État hors de l'école. Discours prononcé dans la discussion de la loi organique de l'enseignement primaire, Brussel, Imprimerie de la régie du Moniteur belge, 1884.
- Le service personnel, Leliaert-Siffer, 1886.
- 'Het huiselijk leven onzer voorvaderen', in Het Belfort 3, 1888, 369-390.
- Le béguinage de Sainte Elisabeth à Mont-Saint-Amand. Histoire de la destruction du grand-béguinage de Gand et de sa translation à Mont-Saint-Amand, Gent, Siffer, 1889.
- La situation politique, Gent, Siffer, 1894. (met Herman de Baets)
- Par la parole et par la plume. Mélanges et souvenirs, Gent, Siffer, 1904. (met Guillaume Verspeyen)